# Ishult (naturreservat)
Ishult är ett naturreservat i Oskarshamns kommun i Kalmar län.
Området är naturskyddat sedan 2007 och är 102 hektar stort. Reservatet ligger söder om byn Ishult och består av orörda löv- och barrskogar, våtmarker och sjöar.